# Gozo-Boot

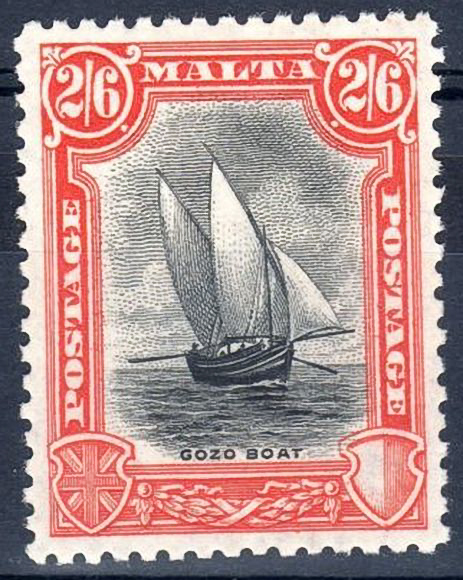
Maltesische Briefmarke mit Abbildung eines Gozo-Boots

Das Gozo-Boot ist ein maltesischer Bootstyp. Der maltesische Begriff für Boot lautet Dgħajsa. Aufgrund der Insellage und verschiedener kultureller Einflüsse stellt es eine eigene Form eines Bootstyps dar. Andere Bootsformen auf Malta sind fregatina und gondla.

## Geschichte
Gozo-Boote waren über Jahrhunderte verbreitet und wurden in der Hauptsache zum Transport zwischen den Inseln Gozo und Malta eingesetzt. Ihre Form entwickelte sich im Laufe des 18. Jahrhunderts aus der Speronara, auch Speronare genannt. Die Speronare war ein mit einem Sprietsegel an einem weit vorn stehenden Mast versehenes kleines, ungedecktes Segelboot. Seine Ursprünge gehen weit in die Zeit zurück. Im 19. Jahrhundert gab es an den Küsten Maltas und Sizilien noch einige dieser urtümlichen Boote. Zweimastige Speronaren wurden auch Drahisfas genannt. Wenige Gozos wurden noch bis in die Zeit vor dem Zweiten Weltkrieg gebaut, einige allerletzte Einheiten auch noch in der Nachkriegszeit. Die wenigen überlebenden Exemplare wurden in der jüngsten Neuzeit nur noch zur Fischerei genutzt. Es bestehen Bestrebungen, die letzten Gozo-Boote für die Nachwelt zu erhalten.

## Varianten und Begriffe
Die Bootsform wurde für verschiedene Verwendungen angepasst, die sich auch begrifflich wiederfinden: ferilla (Fähre), dghajsa tat-taghbija (Lastensegler), tal-pass (Schnellsegler) und tal-latini (mit Lateiner). Andere bekannte Bezeichnungen sind tal-madia und tal-moghdija. Bis zum 18. Jahrhundert waren auch die Bezeichnungen speronara del Gozod und barca del Gozo verwendet worden.

## Bauweise
Der etwa 13 bis 14 Meter lange und rund vier Meter breite Rumpf besteht aus Holz in Kraweelbeplankung. Der Vordersteven ist senkrecht und stark erhöht, das spitz zulaufende Heck ist ebenfalls erhöht und schließt senkrecht mit dem pinnengeführten Ruder ab. Das seitliche Schanzkleid kann mit aufsteckbaren Setzborden erhöht werden, die vor Spritzwasser oder überkommenden Wellen schützen. Die traditionelle Bemalung der Boote ist auffällig farbenfroh und häufig mit einem aufgemalten Auge im Stevenbereich (spallieri (Vorsteven) bzw. makrunetti (Achtersteven)) versehen.
Die Takelung der zweimastigen Schiffe besteht aus großen Setteesegeln und erinnerte an ältere Schiffstypen des Mittelmeers. Bei achterlichen Winden wurde nach Backbord, das hintere Segel nach Steuerbord ausgestellt. Sprietsegel ist die andere verwendete Besegelung.